# カッツバルゲル

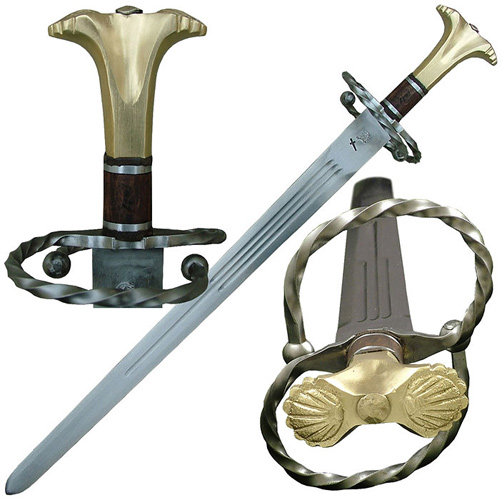
カッツバルゲルのレプリカ

カッツバルゲル（カッツバルガー、独:Katzbalger）は、15世紀後半から16世紀にかけて用いられた、やや広めの刀身を持つ刀剣で、近接戦闘用のショートソードの一種。神聖ローマ帝国の兵士、とりわけ皇帝マクシミリアン1世によって編成されたランツクネヒトが装備していた。全長60-85cm（刀身は長さ50-80cm、幅4-5cm）、重量1-2kg、S字型もしくは8の字型の鍔と魚の尾ビレの形をした柄頭が特徴である。当初は刺突を目的としていたが、刀身は時代が下るにつれ長くなり、斬りつけることも可能となった。
その名前の由来はさまざま考えられており、猫の皮（ドイツ語でKatzeは「猫」、balgenは「皮をはぐ」の意がある）が握革や鞘代わりに用いられたところから来ているとする説や、ランツクネヒトの主武器である棹状武器が使えない、「取っ組み合いの喧嘩をする（katzbalgen）」ような乱戦で用いられた剣であることから来ているとする説がある。